# Paul Masson
Paul Masson (Mostaganem, 11 de outubro de 1876 — 30 de novembro de 1944) foi um ciclista francês. Ele competiu nos Jogos Olímpicos de Verão de 1896 em Atenas.
Masson competiu em três eventos diferentes, vencendo cada um.
Sua primeira competição foi o sprint 2 km. Tempo da prova de Masson foi 4:58.2. O próximo evento que ele competiu na corrida foi a 10 km. Este acabou por ser uma competição muito próxima, com Masson quase batendo o seu compatriota Léon Flameng. Ambos tiveram tempo de 17:54.2. Evento final de Masson dos Jogos foi a corrida de 333 metros. Com um tempo de 24,0 segundos, ele terminou em primeiro lugar.